# Andreas Gielchen
Andreas Gielchen (Eschweiler, 1964. október 27. – 2023. február 3.) német labdarúgó, hátvéd, középpályás.

## Pályafutása
Az SG Eschweiler, majd az Alemannia Aachen korosztályos csapataiban kezdte a labdarúgást. 1983 és 1991 között az 1. FC Köln labdarúgója volt. Tagja volt az 1985–86-os idényben UEFA-kupadöntős csapatnak. 1991 és 1993 között az MSV Duisburg, 1993 és 1996 között az Alemannia Aachen játékosa volt.
Egy alkalommal szerepelt a nyugatnémet U21-es válogatottban.

## Sikerei, díjai
1. FC Köln
- Nyugatnémet bajnokság (Bundesliga)
  - 2. (2): 1988–89, 1989–90
  - 3. (2): 1984–85, 1987–88
- Nyugatnémet kupa (DFB-Pokal)
  - döntős: 1991
- UEFA-kupa
  - döntős: 1985–86